# Fußball-Club Gelsenkirchen-Schalke 04 1970-1971
Questa voce raccoglie le informazioni riguardanti il Fußball-Club Gelsenkirchen-Schalke 04 nelle competizioni ufficiali della stagione 1970-1971.

## Stagione
Nella stagione 1970-1971 lo Schalke, allenato da Rudi Gutendorf e Slobodan Čendić, concluse il campionato di Bundesliga al 6º posto. In Coppa di Germania lo Schalke fu eliminato in semifinale dal Colonia.

## Rosa
| N. |                     | Ruolo | Calciatore              |
| -- | ------------------- | ----- | ----------------------- |
|    | Germania (bandiera) | P     | Dieter Burdenski        |
|    | Germania (bandiera) | P     | Norbert Nigbur          |
|    | Germania (bandiera) | D     | Hans-Jürgen Becher      |
|    | Germania (bandiera) | D     | Klaus Fichtel           |
|    | Germania (bandiera) | D     | Jürgen-Michael Galbierz |
|    | Germania (bandiera) | D     | Friedel Rausch          |
|    | Germania (bandiera) | D     | Rolf Rüssmann           |
|    | Germania (bandiera) | D     | Klaus Senger            |
|    | Germania (bandiera) | D     | Jürgen Sobieray         |
|    | Germania (bandiera) | C     | Klaus Beverungen        |
|    | Germania (bandiera) | C     | Karl-Heinz Kuzmierz     |

| N. |                        | Ruolo | Calciatore           |
| -- | ---------------------- | ----- | -------------------- |
|    | Germania (bandiera)    | C     | Herbert Lütkebohmert |
|    | Germania (bandiera)    | C     | Klaus Scheer         |
|    | Paesi Bassi (bandiera) | C     | Heinz van Haaren     |
|    | Germania (bandiera)    | C     | Hans-Jürgen Wittkamp |
|    | Germania (bandiera)    | A     | Klaus Fischer        |
|    | Germania (bandiera)    | A     | Stan Libuda          |
|    | Germania (bandiera)    | A     | Reinhard Pfeiffer    |
|    | Austria (bandiera)     | A     | Hans Pirkner         |
|    | Germania (bandiera)    | A     | Manfred Pohlschmidt  |
|    | Germania (bandiera)    | A     | Alban Wüst           |

## Organigramma societario
Area tecnica
- Allenatore: Slobodan Čendić
- Allenatore in seconda:
- Preparatore dei portieri:
- Preparatori atletici:

## Calciomercato

### Sessione estiva
| Acquisti | Acquisti          | Acquisti       | Acquisti |
| R.       | Nome              | da             | Modalità |
| -------- | ----------------- | -------------- | -------- |
| A        | Reinhard Pfeiffer | TuS Altrip U19 |          |
| A        | Klaus Fischer     | Monaco 1860    |          |

| Cessioni | Cessioni          | Cessioni          | Cessioni |
| R.       | Nome              | a                 | Modalità |
| -------- | ----------------- | ----------------- | -------- |
| P        | Josef Elting      | Kaiserslautern    |          |
| C        | Hermann Erlhoff   | Rot-Weiss Essen   |          |
| C        | Gerhard Neuser    | Siegen            |          |
| D        | Waldemar Słomiany | Arminia Bielefeld |          |

## Risultati

### Bundesliga

#### Girone di andata
| Arbitro: | Tschenscher |

|                               |           |                              |
| Erler 16’ Ulsaß 31’ Deppe 52’ | Marcatori | 9’ Pirkner 57’, 64’ Wittkamp |

| Arbitro: | Wolf |

|            |           |  |
| Scheer 76’ | Marcatori |  |

| Arbitro: | Linn |

|          |           |             |
| Weiß 12’ | Marcatori | 58’ Fischer |

| Arbitro: | Basedow |

|  |           |              |
|  | Marcatori | 88’ Sperlich |

| Arbitro: | Schumann |

|                  |           |                         |
| Wosab 22’ (rig.) | Marcatori | 9’ Rüssmann 45’ Pirkner |

| Arbitro: | Dittmer |

|                                                         |           |             |
| van Haaren 26’ (rig.), 57’ Rüssmann 37’ Pohlschmidt 79’ | Marcatori | 15’ Lippens |

| Arbitro: | Ott |

|            |           |  |
| Nickel 39’ | Marcatori |  |

| Gelsenkirchen 26 settembre 1970, ore 15:30 CET 8ª giornata | Schalke 04  | 0 – 0 referto | Borussia M'gladbach | Glückauf-Kampfbahn (35 000 spett.)\| Arbitro: \| Tschenscher \| |
| Arbitro:                                                   | Tschenscher |               |                     |                                                                 |

| Arbitro: | Frickel |

|            |           |                        |
| Dörfel 68’ | Marcatori | 27’ Pirkner 66’ Libuda |

| Arbitro: | Riegg |

|                            |           |  |
| Fischer 9’ Libuda 50’, 78’ | Marcatori |  |

| Arbitro: | Schulenburg |

|  |           |                                                   |
|  | Marcatori | 24’ Fischer 37’ (aut.) Stockhausen 74’ van Haaren |

| Arbitro: | Ohmsen |

|                        |           |  |
| Scheer 33’ Fischer 40’ | Marcatori |  |

| Arbitro: | Schröck |

|                                             |           |  |
| Brenninger 38’ Mrosko 72’ Schwarzenbeck 79’ | Marcatori |  |

| Arbitro: | Geng |

|                  |           |  |
| Fischer 25’, 37’ | Marcatori |  |

| Arbitro: | Fuchs |

|  |           |              |
|  | Marcatori | 62’ Wittkamp |

| Arbitro: | Frickel |

|                          |           |  |
| Hemmersbach 73’ Rupp 88’ | Marcatori |  |

| Gelsenkirchen 5 dicembre 1970, ore 15:30 CET 17ª giornata | Schalke 04 | 0 – 0 referto | Werder Brema | Glückauf-Kampfbahn (15 000 spett.)\| Arbitro: \| Betz \| |
| Arbitro:                                                  | Betz       |               |              |                                                          |

#### Girone di ritorno
| Arbitro: | Tschenscher |

|              |           |  |
| Wittkamp 86’ | Marcatori |  |

| Arbitro: | Seiler |

|               |           |  |
| Heidemann 57’ | Marcatori |  |

| Arbitro: | Horstmann |

|                  |           |               |
| Fischer 47’, 89’ | Marcatori | 67’ Handschuh |

| Arbitro: | Schröck |

|                    |           |          |
| Horr 22’ Gayer 69’ | Marcatori | 87’ Wüst |

| Gelsenkirchen 27 febbraio 1971, ore 15:30 CET 22ª giornata | Schalke 04 | 0 – 0 referto | Borussia Dortmund | Glückauf-Kampfbahn (30 000 spett.)\| Arbitro: \| Frickel \| |
| Arbitro:                                                   | Frickel    |               |                   |                                                             |

| Arbitro: | Riegg |

|                |           |                       |
| Hohnhausen 50’ | Marcatori | 62’, 86’, 89’ Fischer |

| Arbitro: | Horstmann |

|                                                 |           |            |
| Scheer 11’ Fichtel 37’ Wittkamp 43’ Fischer 60’ | Marcatori | 15’ Nickel |

| Arbitro: | Seiler |

|                        |           |  |
| Netzer 13’ Sieloff 26’ | Marcatori |  |

| Arbitro: | Quindeau |

|                                         |           |           |
| Scheer 30’ Fischer 51’ Lütkebohmert 64’ | Marcatori | 83’ Klier |

| Arbitro: | Geng |

|                               |           |  |
| Keller 35’ Bertl 57’ Berg 59’ | Marcatori |  |

| Arbitro: | Wengenmayer |

|  |           |                |
|  | Marcatori | 83’ Roggensack |

| Arbitro: | Gabor |

|                               |           |  |
| Hošić 62’ Rehhagel 69’ (rig.) | Marcatori |  |

| Arbitro: | Basedow |

|             |           |                                      |
| Fischer 11’ | Marcatori | 40’ Brenninger 48’ Mrosko 72’ Müller |

| Arbitro: | Schulenburg |

|                                                     |           |             |
| Kobluhn 43’ Sühnholz 57’ Fröhlich 61’ Karbowiak 65’ | Marcatori | 23’ Fischer |

| Arbitro: | Redelfs |

|                |           |                       |
| Beverungen 75’ | Marcatori | 20’ Kraft 43’ Kremers |

| Arbitro: | Niemann |

|                         |           |                      |
| Libuda 82’ Rüssmann 85’ | Marcatori | 48’ Overath 66’ Rupp |

| Arbitro: | Hontheim |

|  |           |            |
|  | Marcatori | 86’ Libuda |

### Coppa di Germania
| Arbitro: | Heckeroth |

|                             |           |                           |
| Eismann 78’ Matz 89’ (rig.) | Marcatori | 7’, 14’ (rig.) van Haaren |

| Arbitro: | Linn |

|                                                    |                      |                                |
| Scheer 11’                                         | Marcatori            | 7’ Eismann                     |
| van Haaren Beverungen Fichtel Wittkamp Pohlschmidt | Tiri di rigore 3 – 1 | Thun Krause Simon Eismann Matz |

| Arbitro: | Meuser |

|                                                    |           |  |
| Rüssmann 23’ Fischer 50’ Wüst 87’ Lütkebohmert 90’ | Marcatori |  |

| Arbitro: | Siepe |

|              |           |  |
| Sobieray 83’ | Marcatori |  |

| Arbitro: | Aldinger |

|                      |           |                                   |
| Scheer 7’ Libuda 17’ | Marcatori | 47’ Overath 70’ Thielen 75’ Flohe |

## Statistiche

### Statistiche di squadra
| Competizione      | Punti | In casa | In casa | In casa | In casa | In casa | In casa | In trasferta | In trasferta | In trasferta | In trasferta | In trasferta | In trasferta | Totale | Totale | Totale | Totale | Totale | Totale | DR |
| Competizione      | Punti | G       | V       | N       | P       | Gf      | Gs      | G            | V            | N            | P            | Gf           | Gs           | G      | V      | N      | P      | Gf     | Gs     | DR |
| ----------------- | ----- | ------- | ------- | ------- | ------- | ------- | ------- | ------------ | ------------ | ------------ | ------------ | ------------ | ------------ | ------ | ------ | ------ | ------ | ------ | ------ | -- |
| Bundesliga        | 36    | 17      | 9       | 4       | 4       | 26      | 13      | 17           | 6            | 2            | 9            | 18           | 27           | 34     | 15     | 6      | 13     | 44     | 40     | +4 |
| Coppa di Germania | -     | 4       | 2       | 1       | 1       | 8       | 4       | 1            | 0            | 1            | 0            | 2            | 2            | 5      | 2      | 2      | 1      | 10     | 6      | +4 |
| Totale            | 36    | 21      | 11      | 5       | 5       | 34      | 17      | 18           | 6            | 3            | 9            | 20           | 29           | 39     | 17     | 8      | 14     | 54     | 46     | +8 |

### Andamento in campionato
| Giornata  | 1 | 2 | 3 | 4  | 5 | 6 | 7 | 8 | 9 | 10 | 11 | 12 | 13 | 14 | 15 | 16 | 17 | 18 | 19 | 20 | 21 | 22 | 23 | 24 | 25 | 26 | 27 | 28 | 29 | 30 | 31 | 32 | 33 | 34 |
| --------- | - | - | - | -- | - | - | - | - | - | -- | -- | -- | -- | -- | -- | -- | -- | -- | -- | -- | -- | -- | -- | -- | -- | -- | -- | -- | -- | -- | -- | -- | -- | -- |
| Luogo     | T | C | T | C  | T | C | T | C | T | C  | T  | C  | T  | C  | T  | T  | C  | C  | T  | C  | T  | C  | T  | C  | T  | C  | T  | C  | T  | C  | T  | C  | C  | T  |
| Risultato | N | V | N | P  | V | V | P | N | V | V  | V  | V  | P  | V  | V  | P  | N  | V  | P  | V  | P  | N  | V  | V  | P  | V  | P  | P  | P  | P  | P  | P  | N  | V  |
| Posizione | 5 | 4 | 5 | 10 | 8 | 4 | 6 | 6 | 5 | 4  | 2  | 3  | 3  | 3  | 3  | 4  | 3  | 3  | 3  | 3  | 3  | 4  | 3  | 3  | 4  | 4  | 4  | 5  | 5  | 6  | 6  | 6  | 6  | 6  |

Legenda:

Luogo: C = Casa; T = Trasferta. Risultato: V = Vittoria; N = Pareggio; P = Sconfitta.

### Statistiche dei giocatori
| Giocatore       | Bundesliga | Bundesliga | Bundesliga  | Bundesliga | Coppa di Germania | Coppa di Germania | Coppa di Germania | Coppa di Germania | Totale   | Totale | Totale      | Totale     |
| Giocatore       | Presenze   | Reti       | Ammonizioni | Espulsioni | Presenze          | Reti              | Ammonizioni       | Espulsioni        | Presenze | Reti   | Ammonizioni | Espulsioni |
| --------------- | ---------- | ---------- | ----------- | ---------- | ----------------- | ----------------- | ----------------- | ----------------- | -------- | ------ | ----------- | ---------- |
| H. Becher       | 18         | 0          | 0           | 0          | 2                 | 0                 | 0                 | 0                 | 20       | 0      | 0           | 0          |
| K. Beverungen   | 8          | 1          | 0           | 0          | 5                 | 0                 | 0                 | 0                 | 13       | 1      | 0           | 0          |
| D. Burdenski    | 3          | 0          | 0           | 0          | 3                 | 0                 | 0                 | 0                 | 6        | 0      | 0           | 0          |
| K. Fichtel      | 29         | 1          | 0           | 0          | 5                 | 0                 | 0                 | 0                 | 34       | 1      | 0           | 0          |
| K. Fischer      | 34         | 15         | 0           | 0          | 5                 | 1                 | 0                 | 0                 | 39       | 16     | 0           | 0          |
| J. Galbierz     | 9          | 0          | 0           | 0          | 1                 | 0                 | 0                 | 0                 | 10       | 0      | 0           | 0          |
| K. Kuzmierz     | 2          | 0          | 0           | 0          | 1                 | 0                 | 0                 | 0                 | 3        | 0      | 0           | 0          |
| S. Libuda       | 31         | 5          | 0           | 0          | 5                 | 1                 | 0                 | 0                 | 36       | 6      | 0           | 0          |
| H. Lütkebohmert | 34         | 1          | 0           | 0          | 5                 | 1                 | 0                 | 0                 | 39       | 2      | 0           | 0          |
| N. Nigbur       | 31         | 0          | 0           | 0          | 2                 | 0                 | 0                 | 0                 | 33       | 0      | 0           | 0          |
| R. Pfeiffer     | 1          | 0          | 0           | 0          | 0                 | 0                 | 0                 | 0                 | 1        | 0      | 0           | 0          |
| H. Pirkner      | 30         | 3          | 0           | 0          | 3                 | 0                 | 0                 | 0                 | 33       | 3      | 0           | 0          |
| M. Pohlschmidt  | 16         | 1          | 0           | 0          | 2                 | 0                 | 0                 | 0                 | 18       | 1      | 0           | 0          |
| F. Rausch       | 9          | 0          | 0           | 0          | 1                 | 0                 | 0                 | 0                 | 10       | 0      | 0           | 0          |
| R. Rüssmann     | 34         | 3          | 0           | 0          | 5                 | 1                 | 0                 | 0                 | 39       | 4      | 0           | 0          |
| K. Scheer       | 31         | 4          | 0           | 0          | 5                 | 2                 | 0                 | 0                 | 36       | 6      | 0           | 0          |
| K. Senger       | 6          | 0          | 0           | 0          | 0                 | 0                 | 0                 | 0                 | 6        | 0      | 0           | 0          |
| J. Sobieray     | 29         | 0          | 0           | 0          | 5                 | 1                 | 0                 | 0                 | 34       | 1      | 0           | 0          |
| H. Wittkamp     | 20         | 5          | 0           | 0          | 4                 | 0                 | 0                 | 0                 | 24       | 5      | 0           | 0          |
| A. Wüst         | 18         | 1          | 0           | 0          | 1                 | 1                 | 0                 | 0                 | 19       | 2      | 0           | 0          |
| H. van Haaren   | 32         | 3          | 0           | 0          | 4                 | 2                 | 0                 | 0                 | 36       | 5      | 0           | 0          |